# Settimana Coppi e Bartali de 2019
A 34.ª edição da Settimana Coppi e Bartali (nome oficial: Settimana Internazionale Coppi e Bartali) foi uma corrida de ciclismo de estrada por etapas que se celebrou entre 27 e 31 de março de 2019 em Itália com início no município de Gatteo e final no município de Sassuolo sobre um percurso de 742,1 quilómetros.
A corrida fez parte do UCI Europe Tour de 2019, dentro da categoria UCI 2.1. O vencedor final foi o australiano Lucas Hamilton do Mitchelton-Scott seguido dos também australianos e colegas de equipa Damien Howson e Nick Schultz.

## Equipas participantes
Tomaram parte na corrida 25 equipas: 4 de categoria UCI WorldTeam; 11 de categoria Profissional Continental; 9 de categoria Continental; e a seleção nacional de Itália. Formando assim um pelotão de 171 ciclistas dos que acabaram 122. As equipas participantes foram:
| Equipes WorldTeam (4)- Sky - Mitchelton-Scott - EF Education First - Movistar Team Equipes profissionais Continentais (11)- Gazprom-RusVelo - Wallonie Bruxelles - Caja Rural-Seguros RGA - Arkéa-Samsic - Bardiani CSF - Androni Giocattoli-Sidermec - Israel Cycling Academy - Riwal Readynez - Neri Sottoli-Selle Italia-KTM - Hagens Berman Axeon - Nippo Vini Fantini Faizanè Equipes Continentais (9)- Dimension Data for Qhubeka - Biesse Carrera Gavardo - Coldeportes Bicicletas Strongman - CCC Development Team - Sangemini-Trevigiani-MG.Kvis - Petroli Firenze-Maserati-Hopplà - Team Colpack - Amore & Vita-Prodir - Giotti Victoria-Palomar Equipe nacional- Itália |
| |

## Percorrido
A Settimana Coppi e Bartali dispôs de cinco etapas para um percurso total de 742,1 quilómetros, onde se contempla uma contrarrelógio por equipas e uma etapa em media montanha no primeiro dia, e quatro etapas de rota nos seguintes dias.
| Etapa | Data    | Percurso                        | type                       | Distância (km) | Vencedor         | Líder geral     |
| ----- | ------- | ------------------------------- | -------------------------- | -------------- | ---------------- | --------------- |
| 1A    | 27 mar. | Gatteo – Gatteo                 | média montanha             | 97,8           | Emīls Liepiņš    | Emīls Liepiņš   |
| 1B    | 27 mar. | Gatteo a Mare – Gatteo          | contrarrelógio por equipes | 13,3           | Mitchelton-Scott | Robert Stannard |
| 2     | 28 mar. | Riccione – Sogliano al Rubicone | alta montanha              | 140            | Mikel Landa      | Lucas Hamilton  |
| 3     | 29 mar. | Forlì – Forlì                   | média montanha             | 166,2          | Simone Velasco   | Lucas Hamilton  |
| 4     | 30 mar. | Crevalcore – Crevalcore         | etapa plana                | 171,4          | Ludovic Robeet   | Lucas Hamilton  |
| 5     | 31 mar. | Fiorano Modenese – Sassuolo     | média montanha             | 153,4          | Mauro Finetto    | Lucas Hamilton  |

## Desenvolvimento da corrida

### 1.ª etapa A
| Gatteo - Gatteo | média montanha | (97,8 km) |

| \| Classificação por etapas \| Classificação por etapas \| Classificação por etapas \| Classificação por etapas \| Classificação por etapas \| \| Ciclista \| Ciclista \| Equipe \| Tempo \| \| \| ------------------------ \| ------------------------ \| ----------------------------- \| ------------------------ \| ------------------------ \| \| 1. \| Emīls Liepiņš \| Wallonie Bruxelles \| 2h17m27s \| \| \| 2. \| Riccardo Stacchiotti \| Giotti Victoria-Palomar \| + 0s \| \| \| 3. \| Manuel Belletti \| Androni Giocattoli-Sidermec \| + 0s \| \| \| 4. \| Matteo Malucelli \| Caja Rural-Seguros RGA \| + 0s \| \| \| 5. \| Robert Stannard \| Mitchelton-Scott \| + 0s \| \| \| 6. \| Luca Pacioni \| Neri Sottoli-Selle Italia-KTM \| + 0s \| \| \| 7. \| Ian Garrison \| Hagens Berman Axeon \| + 0s \| \| \| 8. \| Davide Gabburo \| Neri Sottoli-Selle Italia-KTM \| + 0s \| \| \| 9. \| Paolo Totò \| Unieuro Wilier \| + 0s \| \| \| 10. \| Leonardo Bonifazio \| Unieuro Wilier \| + 0s \| \| |                      |                               |          |
| |                      |                               |          |
| Fonte: ProCyclingStats |                      |                               |          |
| Classificação por etapas |                      |                               |          |
| Ciclista | Ciclista             | Equipe                        | Tempo    |
| 1. | Emīls Liepiņš        | Wallonie Bruxelles            | 2h17m27s |
| 2. | Riccardo Stacchiotti | Giotti Victoria-Palomar       | + 0s     |
| 3. | Manuel Belletti      | Androni Giocattoli-Sidermec   | + 0s     |
| 4. | Matteo Malucelli     | Caja Rural-Seguros RGA        | + 0s     |
| 5. | Robert Stannard      | Mitchelton-Scott              | + 0s     |
| 6. | Luca Pacioni         | Neri Sottoli-Selle Italia-KTM | + 0s     |
| 7. | Ian Garrison         | Hagens Berman Axeon           | + 0s     |
| 8. | Davide Gabburo       | Neri Sottoli-Selle Italia-KTM | + 0s     |
| 9. | Paolo Totò           | Unieuro Wilier                | + 0s     |
| 10. | Leonardo Bonifazio   | Unieuro Wilier                | + 0s     |

| \| Classificação geral \| Classificação geral \| Classificação geral \| Classificação geral \| Classificação geral \| \| Ciclista \| Ciclista \| Equipe \| Tempo \| \| \| ------------------- \| -------------------- \| ----------------------------- \| ------------------- \| ------------------- \| \| 1. \| Emīls Liepiņš \| Wallonie Bruxelles \| 2h17m21s \| \| \| 2. \| Riccardo Stacchiotti \| Giotti Victoria-Palomar \| + 2s \| \| \| 3. \| Manuel Belletti \| Androni Giocattoli-Sidermec \| + 4s \| \| \| 4. \| Robert Stannard \| Mitchelton-Scott \| + 6s \| \| \| 5. \| Davide Plebani \| Itália \| + 6s \| \| \| 6. \| Luca Pacioni \| Neri Sottoli-Selle Italia-KTM \| + 6s \| \| \| 7. \| Vincenzo Albanese \| Bardiani CSF \| + 6s \| \| \| 8. \| Diego Rosa \| Team Sky \| + 6s \| \| \| 9. \| André Carvalho \| Hagens Berman Axeon \| + 6s \| \| \| 10. \| Marco Bernardinetti \| Amore & Vita-Prodir \| + 6s \| \| |                      |                               |          |
| |                      |                               |          |
| Fonte: ProCyclingStats |                      |                               |          |
| Classificação geral |                      |                               |          |
| Ciclista | Ciclista             | Equipe                        | Tempo    |
| 1. | Emīls Liepiņš        | Wallonie Bruxelles            | 2h17m21s |
| 2. | Riccardo Stacchiotti | Giotti Victoria-Palomar       | + 2s     |
| 3. | Manuel Belletti      | Androni Giocattoli-Sidermec   | + 4s     |
| 4. | Robert Stannard      | Mitchelton-Scott              | + 6s     |
| 5. | Davide Plebani       | Itália                        | + 6s     |
| 6. | Luca Pacioni         | Neri Sottoli-Selle Italia-KTM | + 6s     |
| 7. | Vincenzo Albanese    | Bardiani CSF                  | + 6s     |
| 8. | Diego Rosa           | Team Sky                      | + 6s     |
| 9. | André Carvalho       | Hagens Berman Axeon           | + 6s     |
| 10. | Marco Bernardinetti  | Amore & Vita-Prodir           | + 6s     |

### 1.ª etapa B
| Gatteo a Mare - Gatteo | contrarrelógio por equipes | (13,3 km) |

| \| Classificação por etapas \| Classificação por etapas \| Classificação por etapas \| Classificação por etapas \| Classificação por etapas \| Classificação por etapas \| \| Equipe \| Equipe \| Tempo \| Intervalo de tempo \| Rapidez \| \| \| ------------------------ \| ----------------------------- \| ------------------------ \| ------------------------ \| ------------------------ \| ------------------------ \| \| 1. \| Mitchelton-Scott \| 14m17s \| \| 55.869 km/h \| \| \| 2. \| Sky \| \| + 10s \| 55.225 km/h \| \| \| 3. \| Gazprom-RusVelo \| \| + 21s \| 54.533 km/h \| \| \| 4. \| Hagens Berman Axeon \| \| + 24s \| 54.347 km/h \| \| \| 5. \| Androni Giocattoli-Sidermec \| \| + 26s \| 54.224 km/h \| \| \| 6. \| Movistar Team \| \| + 27s \| 54.163 km/h \| \| \| 7. \| Neri Sottoli-Selle Italia-KTM \| \| + 29s \| 54.041 km/h \| \| \| 8. \| EF Education First \| \| + 31s \| 53.919 km/h \| \| \| 9. \| Wallonie Bruxelles \| \| + 35s \| 53.677 km/h \| \| \| 10. \| Itália \| \| + 39s \| 53.438 km/h \| \| |                               |        |                    |             |
| |                               |        |                    |             |
| Fonte: ProCyclingStats |                               |        |                    |             |
| Classificação por etapas |                               |        |                    |             |
| Equipe | Equipe                        | Tempo  | Intervalo de tempo | Rapidez     |
| 1. | Mitchelton-Scott              | 14m17s |                    | 55.869 km/h |
| 2. | Sky                           |        | + 10s              | 55.225 km/h |
| 3. | Gazprom-RusVelo               |        | + 21s              | 54.533 km/h |
| 4. | Hagens Berman Axeon           |        | + 24s              | 54.347 km/h |
| 5. | Androni Giocattoli-Sidermec   |        | + 26s              | 54.224 km/h |
| 6. | Movistar Team                 |        | + 27s              | 54.163 km/h |
| 7. | Neri Sottoli-Selle Italia-KTM |        | + 29s              | 54.041 km/h |
| 8. | EF Education First            |        | + 31s              | 53.919 km/h |
| 9. | Wallonie Bruxelles            |        | + 35s              | 53.677 km/h |
| 10. | Itália                        |        | + 39s              | 53.438 km/h |

| \| Classificação geral \| Classificação geral \| Classificação geral \| Classificação geral \| Classificação geral \| \| Ciclista \| Ciclista \| Equipe \| Tempo \| \| \| ------------------- \| ------------------- \| ------------------- \| ------------------- \| ------------------- \| \| 1. \| Robert Stannard \| Mitchelton-Scott \| 2h31m44s \| \| \| 2. \| Damien Howson \| Mitchelton-Scott \| + 0s \| \| \| 3. \| Lucas Hamilton \| Mitchelton-Scott \| + 0s \| \| \| 4. \| Nick Schultz \| Mitchelton-Scott \| + 0s \| \| \| 5. \| Cameron Meyer \| Mitchelton-Scott \| + 0s \| \| \| 6. \| Diego Rosa \| Team Sky \| + 10s \| \| \| 7. \| David de la Cruz \| Team Sky \| + 10s \| \| \| 8. \| Dylan van Baarle \| Team Sky \| + 10s \| \| \| 9. \| Kenny Elissonde \| Team Sky \| + 10s \| \| \| 10. \| Evgeny Shalunov \| Gazprom-RusVelo \| + 21s \| \| |                  |                  |          |
| |                  |                  |          |
| Fonte: ProCyclingStats |                  |                  |          |
| Classificação geral |                  |                  |          |
| Ciclista | Ciclista         | Equipe           | Tempo    |
| 1. | Robert Stannard  | Mitchelton-Scott | 2h31m44s |
| 2. | Damien Howson    | Mitchelton-Scott | + 0s     |
| 3. | Lucas Hamilton   | Mitchelton-Scott | + 0s     |
| 4. | Nick Schultz     | Mitchelton-Scott | + 0s     |
| 5. | Cameron Meyer    | Mitchelton-Scott | + 0s     |
| 6. | Diego Rosa       | Team Sky         | + 10s    |
| 7. | David de la Cruz | Team Sky         | + 10s    |
| 8. | Dylan van Baarle | Team Sky         | + 10s    |
| 9. | Kenny Elissonde  | Team Sky         | + 10s    |
| 10. | Evgeny Shalunov  | Gazprom-RusVelo  | + 21s    |

### 2.ª etapa
| Riccione - Sogliano al Rubicone | alta montanha | (140 km) |

| \| Classificação por etapas \| Classificação por etapas \| Classificação por etapas \| Classificação por etapas \| Classificação por etapas \| \| Ciclista \| Ciclista \| Equipe \| Tempo \| \| \| ------------------------ \| ------------------------ \| --------------------------- \| ------------------------ \| ------------------------ \| \| 1. \| Mikel Landa \| Movistar Team \| 3h51m54s \| \| \| 2. \| Lucas Hamilton \| Mitchelton-Scott \| + 1s \| \| \| 3. \| Alexander Kamp \| Riwal Readynez \| + 11s \| \| \| 4. \| Evgeny Shalunov \| Gazprom-RusVelo \| + 11s \| \| \| 5. \| Mauro Finetto \| Itália \| + 11s \| \| \| 6. \| Mattia Cattaneo \| Androni Giocattoli-Sidermec \| + 11s \| \| \| 7. \| Élie Gesbert \| Arkéa-Samsic \| + 11s \| \| \| 8. \| Jonathan Lastra \| Caja Rural-Seguros RGA \| + 11s \| \| \| 9. \| Lawson Craddock \| EF Education First \| + 11s \| \| \| 10. \| Damien Howson \| Mitchelton-Scott \| + 11s \| \| |                 |                             |          |
| |                 |                             |          |
| Fonte: ProCyclingStats |                 |                             |          |
| Classificação por etapas |                 |                             |          |
| Ciclista | Ciclista        | Equipe                      | Tempo    |
| 1. | Mikel Landa     | Movistar Team               | 3h51m54s |
| 2. | Lucas Hamilton  | Mitchelton-Scott            | + 1s     |
| 3. | Alexander Kamp  | Riwal Readynez              | + 11s    |
| 4. | Evgeny Shalunov | Gazprom-RusVelo             | + 11s    |
| 5. | Mauro Finetto   | Itália                      | + 11s    |
| 6. | Mattia Cattaneo | Androni Giocattoli-Sidermec | + 11s    |
| 7. | Élie Gesbert    | Arkéa-Samsic                | + 11s    |
| 8. | Jonathan Lastra | Caja Rural-Seguros RGA      | + 11s    |
| 9. | Lawson Craddock | EF Education First          | + 11s    |
| 10. | Damien Howson   | Mitchelton-Scott            | + 11s    |

| \| Classificação geral \| Classificação geral \| Classificação geral \| Classificação geral \| Classificação geral \| \| Ciclista \| Ciclista \| Equipe \| Tempo \| \| \| ------------------- \| ------------------- \| --------------------------- \| ------------------- \| ------------------- \| \| 1. \| Lucas Hamilton \| Mitchelton-Scott \| 6h23m33s \| \| \| 2. \| Damien Howson \| Mitchelton-Scott \| + 16s \| \| \| 3. \| Nick Schultz \| Mitchelton-Scott \| + 16s \| \| \| 4. \| Mikel Landa \| Movistar Team \| + 22s \| \| \| 5. \| David de la Cruz \| Team Sky \| + 26s \| \| \| 6. \| Dylan van Baarle \| Team Sky \| + 26s \| \| \| 7. \| Evgeny Shalunov \| Gazprom-RusVelo \| + 37s \| \| \| 8. \| Aleksandr Vlasov \| Gazprom-RusVelo \| + 37s \| \| \| 9. \| Mattia Cattaneo \| Androni Giocattoli-Sidermec \| + 42s \| \| \| 10. \| Matteo Montaguti \| Androni Giocattoli-Sidermec \| + 42s \| \| |                  |                             |          |
| |                  |                             |          |
| Fonte: ProCyclingStats |                  |                             |          |
| Classificação geral |                  |                             |          |
| Ciclista | Ciclista         | Equipe                      | Tempo    |
| 1. | Lucas Hamilton   | Mitchelton-Scott            | 6h23m33s |
| 2. | Damien Howson    | Mitchelton-Scott            | + 16s    |
| 3. | Nick Schultz     | Mitchelton-Scott            | + 16s    |
| 4. | Mikel Landa      | Movistar Team               | + 22s    |
| 5. | David de la Cruz | Team Sky                    | + 26s    |
| 6. | Dylan van Baarle | Team Sky                    | + 26s    |
| 7. | Evgeny Shalunov  | Gazprom-RusVelo             | + 37s    |
| 8. | Aleksandr Vlasov | Gazprom-RusVelo             | + 37s    |
| 9. | Mattia Cattaneo  | Androni Giocattoli-Sidermec | + 42s    |
| 10. | Matteo Montaguti | Androni Giocattoli-Sidermec | + 42s    |

### 3.ª etapa
| Forlì - Forlì | média montanha | (166,2 km) |

| \| Classificação por etapas \| Classificação por etapas \| Classificação por etapas \| Classificação por etapas \| Classificação por etapas \| \| Ciclista \| Ciclista \| Equipe \| Tempo \| \| \| ------------------------ \| ------------------------ \| -------------------------------- \| ------------------------ \| ------------------------ \| \| 1. \| Simone Velasco \| Neri Sottoli-Selle Italia-KTM \| 4h01m50s \| \| \| 2. \| Francesco Gavazzi \| Androni Giocattoli-Sidermec \| + 0s \| \| \| 3. \| Alexander Kamp \| Riwal Readynez \| + 0s \| \| \| 4. \| Nicola Bagioli \| Nippo-Vini Fantini-Faizanè \| + 0s \| \| \| 5. \| Giovanni Visconti \| Neri Sottoli-Selle Italia-KTM \| + 0s \| \| \| 6. \| Matteo Sobrero \| Dimension Data for Qhubeka \| + 0s \| \| \| 7. \| Jonathan Cañaveral \| Coldeportes Bicicletas Strongman \| + 0s \| \| \| 8. \| Jonathan Lastra \| Caja Rural-Seguros RGA \| + 0s \| \| \| 9. \| Alessandro Fedeli \| Itália \| + 0s \| \| \| 10. \| Marco Tizza \| Amore & Vita-Prodir \| + 0s \| \| |                    |                                  |          |
| |                    |                                  |          |
| Fonte: ProCyclingStats |                    |                                  |          |
| Classificação por etapas |                    |                                  |          |
| Ciclista | Ciclista           | Equipe                           | Tempo    |
| 1. | Simone Velasco     | Neri Sottoli-Selle Italia-KTM    | 4h01m50s |
| 2. | Francesco Gavazzi  | Androni Giocattoli-Sidermec      | + 0s     |
| 3. | Alexander Kamp     | Riwal Readynez                   | + 0s     |
| 4. | Nicola Bagioli     | Nippo-Vini Fantini-Faizanè       | + 0s     |
| 5. | Giovanni Visconti  | Neri Sottoli-Selle Italia-KTM    | + 0s     |
| 6. | Matteo Sobrero     | Dimension Data for Qhubeka       | + 0s     |
| 7. | Jonathan Cañaveral | Coldeportes Bicicletas Strongman | + 0s     |
| 8. | Jonathan Lastra    | Caja Rural-Seguros RGA           | + 0s     |
| 9. | Alessandro Fedeli  | Itália                           | + 0s     |
| 10. | Marco Tizza        | Amore & Vita-Prodir              | + 0s     |

| \| Classificação geral \| Classificação geral \| Classificação geral \| Classificação geral \| Classificação geral \| \| Ciclista \| Ciclista \| Equipe \| Tempo \| \| \| ------------------- \| ------------------- \| --------------------------- \| ------------------- \| ------------------- \| \| 1. \| Lucas Hamilton \| Mitchelton-Scott \| 6h23m33s \| \| \| 2. \| Damien Howson \| Mitchelton-Scott \| + 16s \| \| \| 3. \| Nick Schultz \| Mitchelton-Scott \| + 16s \| \| \| 4. \| Mikel Landa \| Movistar Team \| + 22s \| \| \| 5. \| David de la Cruz \| Team Sky \| + 26s \| \| \| 6. \| Dylan van Baarle \| Team Sky \| + 26s \| \| \| 7. \| Evgeny Shalunov \| Gazprom-RusVelo \| + 37s \| \| \| 8. \| Aleksandr Vlasov \| Gazprom-RusVelo \| + 37s \| \| \| 9. \| Mattia Cattaneo \| Androni Giocattoli-Sidermec \| + 42s \| \| \| 10. \| Matteo Montaguti \| Androni Giocattoli-Sidermec \| + 42s \| \| |                  |                             |          |
| |                  |                             |          |
| Fonte: ProCyclingStats |                  |                             |          |
| Classificação geral |                  |                             |          |
| Ciclista | Ciclista         | Equipe                      | Tempo    |
| 1. | Lucas Hamilton   | Mitchelton-Scott            | 6h23m33s |
| 2. | Damien Howson    | Mitchelton-Scott            | + 16s    |
| 3. | Nick Schultz     | Mitchelton-Scott            | + 16s    |
| 4. | Mikel Landa      | Movistar Team               | + 22s    |
| 5. | David de la Cruz | Team Sky                    | + 26s    |
| 6. | Dylan van Baarle | Team Sky                    | + 26s    |
| 7. | Evgeny Shalunov  | Gazprom-RusVelo             | + 37s    |
| 8. | Aleksandr Vlasov | Gazprom-RusVelo             | + 37s    |
| 9. | Mattia Cattaneo  | Androni Giocattoli-Sidermec | + 42s    |
| 10. | Matteo Montaguti | Androni Giocattoli-Sidermec | + 42s    |

### 4.ª etapa
| Crevalcore - Crevalcore | etapa plana | (171,4 km) |

| \| Classificação por etapas \| Classificação por etapas \| Classificação por etapas \| Classificação por etapas \| Classificação por etapas \| \| Ciclista \| Ciclista \| Equipe \| Tempo \| \| \| ------------------------ \| ------------------------ \| ----------------------------- \| ------------------------ \| ------------------------ \| \| 1. \| Ludovic Robeet \| Wallonie Bruxelles \| 3h43m34s \| \| \| 2. \| Mikkel Bjerg \| Hagens Berman Axeon \| + 1s \| \| \| 3. \| Jacopo Mosca \| Itália \| + 1s \| \| \| 4. \| Patryk Stosz \| CCC Development \| + 31s \| \| \| 5. \| Lachlan Morton \| EF Education First \| + 31s \| \| \| 6. \| Antonio Di Sante \| Sangemini-Trevigiani-MG.K Vis \| + 31s \| \| \| 7. \| Simone Sterbini \| Bardiani CSF \| + 31s \| \| \| 8. \| Thibault Guernalec \| Arkéa-Samsic \| + 31s \| \| \| 9. \| Manuel Belletti \| Androni Giocattoli-Sidermec \| + 31s \| \| \| 10. \| Emīls Liepiņš \| Wallonie Bruxelles \| + 31s \| \| |                    |                               |          |
| |                    |                               |          |
| Fonte: ProCyclingStats |                    |                               |          |
| Classificação por etapas |                    |                               |          |
| Ciclista | Ciclista           | Equipe                        | Tempo    |
| 1. | Ludovic Robeet     | Wallonie Bruxelles            | 3h43m34s |
| 2. | Mikkel Bjerg       | Hagens Berman Axeon           | + 1s     |
| 3. | Jacopo Mosca       | Itália                        | + 1s     |
| 4. | Patryk Stosz       | CCC Development               | + 31s    |
| 5. | Lachlan Morton     | EF Education First            | + 31s    |
| 6. | Antonio Di Sante   | Sangemini-Trevigiani-MG.K Vis | + 31s    |
| 7. | Simone Sterbini    | Bardiani CSF                  | + 31s    |
| 8. | Thibault Guernalec | Arkéa-Samsic                  | + 31s    |
| 9. | Manuel Belletti    | Androni Giocattoli-Sidermec   | + 31s    |
| 10. | Emīls Liepiņš      | Wallonie Bruxelles            | + 31s    |

| \| Classificação geral \| Classificação geral \| Classificação geral \| Classificação geral \| Classificação geral \| \| Ciclista \| Ciclista \| Equipe \| Tempo \| \| \| ------------------- \| ------------------- \| --------------------------- \| ------------------- \| ------------------- \| \| 1. \| Lucas Hamilton \| Mitchelton-Scott \| 6h23m33s \| \| \| 2. \| Damien Howson \| Mitchelton-Scott \| + 16s \| \| \| 3. \| Nick Schultz \| Mitchelton-Scott \| + 16s \| \| \| 4. \| Mikel Landa \| Movistar Team \| + 22s \| \| \| 5. \| David de la Cruz \| Team Sky \| + 26s \| \| \| 6. \| Dylan van Baarle \| Team Sky \| + 26s \| \| \| 7. \| Evgeny Shalunov \| Gazprom-RusVelo \| + 37s \| \| \| 8. \| Aleksandr Vlasov \| Gazprom-RusVelo \| + 37s \| \| \| 9. \| Matteo Montaguti \| Androni Giocattoli-Sidermec \| + 42s \| \| \| 10. \| Mattia Cattaneo \| Androni Giocattoli-Sidermec \| + 42s \| \| |                  |                             |          |
| |                  |                             |          |
| Fonte: ProCyclingStats |                  |                             |          |
| Classificação geral |                  |                             |          |
| Ciclista | Ciclista         | Equipe                      | Tempo    |
| 1. | Lucas Hamilton   | Mitchelton-Scott            | 6h23m33s |
| 2. | Damien Howson    | Mitchelton-Scott            | + 16s    |
| 3. | Nick Schultz     | Mitchelton-Scott            | + 16s    |
| 4. | Mikel Landa      | Movistar Team               | + 22s    |
| 5. | David de la Cruz | Team Sky                    | + 26s    |
| 6. | Dylan van Baarle | Team Sky                    | + 26s    |
| 7. | Evgeny Shalunov  | Gazprom-RusVelo             | + 37s    |
| 8. | Aleksandr Vlasov | Gazprom-RusVelo             | + 37s    |
| 9. | Matteo Montaguti | Androni Giocattoli-Sidermec | + 42s    |
| 10. | Mattia Cattaneo  | Androni Giocattoli-Sidermec | + 42s    |

### 5.ª etapa
| Fiorano Modenese - Sassuolo | média montanha | (153,4 km) |

| \| Classificação por etapas \| Classificação por etapas \| Classificação por etapas \| Classificação por etapas \| Classificação por etapas \| \| Ciclista \| Ciclista \| Equipe \| Tempo \| \| \| ------------------------ \| ------------------------ \| -------------------------------- \| ------------------------ \| ------------------------ \| \| 1. \| Mauro Finetto \| Itália \| 3h48m02s \| \| \| 2. \| Davide Gabburo \| Neri Sottoli-Selle Italia-KTM \| + 3s \| \| \| 3. \| Damien Howson \| Mitchelton-Scott \| + 3s \| \| \| 4. \| Alexander Kamp \| Riwal Readynez \| + 3s \| \| \| 5. \| Simone Velasco \| Neri Sottoli-Selle Italia-KTM \| + 3s \| \| \| 6. \| Matteo Montaguti \| Androni Giocattoli-Sidermec \| + 3s \| \| \| 7. \| Lucas Hamilton \| Mitchelton-Scott \| + 3s \| \| \| 8. \| Jonathan Cañaveral \| Coldeportes Bicicletas Strongman \| + 3s \| \| \| 9. \| Eliot Lietaer \| Wallonie Bruxelles \| + 3s \| \| \| 10. \| Miguel Flórez López \| Androni Giocattoli-Sidermec \| + 3s \| \| |                     |                                  |          |
| |                     |                                  |          |
| Fonte: ProCyclingStats |                     |                                  |          |
| Classificação por etapas |                     |                                  |          |
| Ciclista | Ciclista            | Equipe                           | Tempo    |
| 1. | Mauro Finetto       | Itália                           | 3h48m02s |
| 2. | Davide Gabburo      | Neri Sottoli-Selle Italia-KTM    | + 3s     |
| 3. | Damien Howson       | Mitchelton-Scott                 | + 3s     |
| 4. | Alexander Kamp      | Riwal Readynez                   | + 3s     |
| 5. | Simone Velasco      | Neri Sottoli-Selle Italia-KTM    | + 3s     |
| 6. | Matteo Montaguti    | Androni Giocattoli-Sidermec      | + 3s     |
| 7. | Lucas Hamilton      | Mitchelton-Scott                 | + 3s     |
| 8. | Jonathan Cañaveral  | Coldeportes Bicicletas Strongman | + 3s     |
| 9. | Eliot Lietaer       | Wallonie Bruxelles               | + 3s     |
| 10. | Miguel Flórez López | Androni Giocattoli-Sidermec      | + 3s     |

## Classificações finais
- As classificações finalizaram da seguinte forma:[3]

### Classificação geral
| \| Classificação geral \| Classificação geral \| Classificação geral \| Classificação geral \| Classificação geral \| \| Ciclista \| Ciclista \| Equipe \| Tempo \| \| \| ------------------- \| ------------------- \| ----------------------------- \| ------------------- \| ------------------- \| \| 1. \| Lucas Hamilton \| Mitchelton-Scott \| 17h57m33s \| \| \| 2. \| Damien Howson \| Mitchelton-Scott \| + 12s \| \| \| 3. \| Nick Schultz \| Mitchelton-Scott \| + 16s \| \| \| 4. \| Mikel Landa \| Movistar Team \| + 22s \| \| \| 5. \| David de la Cruz \| Team Sky \| + 26s \| \| \| 6. \| Dylan van Baarle \| Team Sky \| + 26s \| \| \| 7. \| Evgeny Shalunov \| Gazprom-RusVelo \| + 37s \| \| \| 8. \| Aleksandr Vlasov \| Gazprom-RusVelo \| + 37s \| \| \| 9. \| Davide Gabburo \| Neri Sottoli-Selle Italia-KTM \| + 39s \| \| \| 10. \| Matteo Montaguti \| Androni Giocattoli-Sidermec \| + 42s \| \| |                  |                               |           |
| |                  |                               |           |
| Fonte: ProCyclingStats |                  |                               |           |
| Classificação geral |                  |                               |           |
| Ciclista | Ciclista         | Equipe                        | Tempo     |
| 1. | Lucas Hamilton   | Mitchelton-Scott              | 17h57m33s |
| 2. | Damien Howson    | Mitchelton-Scott              | + 12s     |
| 3. | Nick Schultz     | Mitchelton-Scott              | + 16s     |
| 4. | Mikel Landa      | Movistar Team                 | + 22s     |
| 5. | David de la Cruz | Team Sky                      | + 26s     |
| 6. | Dylan van Baarle | Team Sky                      | + 26s     |
| 7. | Evgeny Shalunov  | Gazprom-RusVelo               | + 37s     |
| 8. | Aleksandr Vlasov | Gazprom-RusVelo               | + 37s     |
| 9. | Davide Gabburo   | Neri Sottoli-Selle Italia-KTM | + 39s     |
| 10. | Matteo Montaguti | Androni Giocattoli-Sidermec   | + 42s     |

### Classificação da montanha
| Classificação da montanha | Classificação da montanha | Classificação da montanha        | Classificação da montanha | Classificação da montanha |
| Ciclista                  | Ciclista                  | Equipe                           | Pontos                    |                           |
| ------------------------- | ------------------------- | -------------------------------- | ------------------------- | ------------------------- |
| 1.                        | Giovanni Visconti         | Neri Sottoli-Selle Italia-KTM    | 37 pts                    |                           |
| 2.                        | Enrico Barbin             | Bardiani CSF                     | 26 pts                    |                           |
| 3.                        | Nick Schultz              | Mitchelton-Scott                 | 16 pts                    |                           |
| 4.                        | Daniel Crista             | Giotti Victoria-Palomar          | 12 pts                    |                           |
| 5.                        | Óscar Quiroz              | Coldeportes Bicicletas Strongman | 10 pts                    |                           |
| 6.                        | Francesco Gavazzi         | Androni Giocattoli-Sidermec      | 9 pts                     |                           |
| 7.                        | Mikel Landa               | Movistar Team                    | 9 pts                     |                           |
| 8.                        | Lawson Craddock           | EF Education First               | 8 pts                     |                           |
| 9.                        | Edoardo Zardini           | Neri Sottoli-Selle Italia-KTM    | 8 pts                     |                           |
| 10.                       | Matteo Badilatti          | Israel Cycling Academy           | 8 pts                     |                           |

### Classificação por pontos
| Classificação por pontos | Classificação por pontos | Classificação por pontos      | Classificação por pontos | Classificação por pontos |
| Ciclista                 | Ciclista                 | Equipe                        | Pontos                   |                          |
| ------------------------ | ------------------------ | ----------------------------- | ------------------------ | ------------------------ |
| 1.                       | Alexander Kamp           | Riwal Readynez                | 17 pts                   |                          |
| 2.                       | Mauro Finetto            | Delko Marseille Provence      | 14 pts                   |                          |
| 3.                       | Simone Velasco           | Neri Sottoli-Selle Italia-KTM | 14 pts                   |                          |
| 4.                       | Mikel Landa              | Movistar Team                 | 10 pts                   |                          |
| 5.                       | Ludovic Robeet           | Wallonie Bruxelles            | 10 pts                   |                          |
| 6.                       | Emīls Liepiņš            | Wallonie Bruxelles            | 10 pts                   |                          |
| 7.                       | Lucas Hamilton           | Mitchelton-Scott              | 10 pts                   |                          |
| 8.                       | Davide Gabburo           | Neri Sottoli-Selle Italia-KTM | 9 pts                    |                          |
| 9.                       | Francesco Gavazzi        | Androni Giocattoli-Sidermec   | 8 pts                    |                          |
| 10.                      | Mikkel Bjerg             | Hagens Berman Axeon           | 8 pts                    |                          |

### Classificação dos jovens
| Classificação dos jovens | Classificação dos jovens | Classificação dos jovens         | Classificação dos jovens | Classificação dos jovens |
| Ciclista                 | Ciclista                 | Equipe                           | Tempo                    |                          |
| ------------------------ | ------------------------ | -------------------------------- | ------------------------ | ------------------------ |
| 1.                       | Lucas Hamilton           | Mitchelton-Scott                 | 17h57m33s                |                          |
| 2.                       | Aleksandr Vlasov         | Gazprom-RusVelo                  | + 37s                    |                          |
| 3.                       | Miguel Flórez López      | Androni Giocattoli-Sidermec      | + 1m34s                  |                          |
| 4.                       | Jonathan Cañaveral       | Coldeportes Bicicletas Strongman | + 2m06s                  |                          |
| 5.                       | Kevin Vermaerke          | Hagens Berman Axeon              | + 3m28s                  |                          |
| 6.                       | Attila Valter            | CCC Development                  | + 4m48s                  |                          |
| 7.                       | Alessandro Fedeli        | Delko Marseille Provence         | + 6m15s                  |                          |
| 8.                       | Robert Stannard          | Mitchelton-Scott                 | + 6m21s                  |                          |
| 9.                       | Stefano Oldani           | Kometa                           | + 7m17s                  |                          |
| 10.                      | Alejandro Osorio         | Nippo-Vini Fantini-Faizanè       | + 8m41s                  |                          |

### Classificação por equipas
| Classificação por equipes | Classificação por equipes     | Classificação por equipes | Classificação por equipes |
| Equipe                    | Equipe                        | Tempo                     |                           |
| ------------------------- | ----------------------------- | ------------------------- | ------------------------- |
| 1.                        | Mitchelton-Scott              | 53h24m43s                 |                           |
| 2.                        | Movistar Team                 | + 26s                     |                           |
| 3.                        | Androni Giocattoli-Sidermec   | + 36s                     |                           |
| 4.                        | Neri Sottoli-Selle Italia-KTM | + 51s                     |                           |
| 5.                        | Sky                           | + 1m10s                   |                           |
| 6.                        | Israel Cycling Academy        | + 3m41s                   |                           |
| 7.                        | Gazprom-RusVelo               | + 8m26s                   |                           |
| 8.                        | Itália                        | + 11m58s                  |                           |
| 9.                        | Bardiani CSF                  | + 17m54s                  |                           |
| 10.                       | Caja Rural-Seguros RGA        | + 19m31s                  |                           |

## Evolução das classificações
| Etapa                 | Vencedor              | Classificação geral | Classificação da montanha | Classificação dos pontos | Classificação dos jovens | Classificação por equipas     |
| --------------------- | --------------------- | ------------------- | ------------------------- | ------------------------ | ------------------------ | ----------------------------- |
| 1.ª A                 | Emīls Liepiņš         | Emīls Liepiņš       | Daniel Crista             | Emīls Liepiņš            | Robert Stannard          | Neri Sottoli-Selle Italia-KTM |
| 1.ª B                 | Mitchelton-Scott      | Robert Stannard     | Daniel Crista             | Emīls Liepiņš            | Robert Stannard          | Mitchelton-Scott              |
| 2.ª                   | Mikel Landa           | Lucas Hamilton      | Giovanni Visconti         | Mikel Landa              | Lucas Hamilton           | Mitchelton-Scott              |
| 3.ª                   | Simone Velasco        | Lucas Hamilton      | Giovanni Visconti         | Alexander Kamp           | Lucas Hamilton           | Mitchelton-Scott              |
| 4.ª                   | Ludovic Robeet        | Lucas Hamilton      | Giovanni Visconti         | Alexander Kamp           | Lucas Hamilton           | Mitchelton-Scott              |
| 5.ª                   | Mauro Finetto         | Lucas Hamilton      | Giovanni Visconti         | Alexander Kamp           | Lucas Hamilton           | Mitchelton-Scott              |
| Classificações finais | Classificações finais | Lucas Hamilton      | Giovanni Visconti         | Alexander Kamp           | Lucas Hamilton           | Mitchelton-Scott              |

## UCI World Ranking
A Settimana Coppi e Bartali outorgou pontos para o UCI World Ranking para corredores das equipas nas categorias UCI WorldTeam, Profissional Continental e Equipas Continentais. As seguintes tabelas são o barómetro de pontuação e os 10 corredores que obtiveram mais pontos:
| Posição             | 1.º | 2.º | 3.º | 4.º | 5.º | 6.º | 7.º | 8.º | 9.º | 10.º | 11.º | 12.º | 13.º-15.º | 16.º-25.º |
| Classificação geral | 125 | 85  | 70  | 60  | 50  | 40  | 35  | 30  | 25  | 20   | 15   | 10   | 5         | 3         |
| Por etapa           | 14  | 5   | 3   |     |     |     |     |     |     |      |      |      |           |           |
| Líder               | 3   |     |     |     |     |     |     |     |     |      |      |      |           |           |

| Classificação |                  |                               |       |       |       |       |
| Posição       | Ciclista         | Equipa                        | Geral | Etapa | Líder | Total |
| ------------- | ---------------- | ----------------------------- | ----- | ----- | ----- | ----- |
| 1.º           | Lucas Hamilton   | Mitchelton-Scott              | 125   | 7     | 9     | 141   |
| 2.º           | Damien Howson    | Mitchelton-Scott              | 85    | 5     | -     | 90    |
| 3.º           | Mikel Landa      | Movistar                      | 60    | 14    | -     | 64    |
| 4.º           | Nick Schultz     | Mitchelton-Scott              | 70    | 2     | -     | 72    |
| 5.º           | David de la Cruz | Sky                           | 50    | 0,83  | -     | 50,83 |
| 6.º           | Dylan van Baarle | Sky                           | 40    | 0,83  | -     | 40,83 |
| 7.º           | Evgeny Shalunov  | Gazprom-RusVelo               | 35    | 0,43  | -     | 35,43 |
| 8.º           | Aleksandr Vlasov | Gazprom-RusVelo               | 30    | 0,43  | -     | 30,43 |
| 9.º           | Davide Gabburo   | Neri Sottoli-Selle Italia-KTM | 25    | 5     | -     | 30    |
| 10.º          | Mauro Finetto    | Seleção de Itália             | 15    | 14    | -     | 29    |